# Список заслужених майстрів спорту СРСР — гравців українських футбольних команд
Спортивне звання «Заслужений майстер спорту» (з 1983 року офіційна назва — «Заслужений майстер спорту СРСР») було засновано Постановою ЦВК СРСР 27 травня 1934 року. Воно присвоювалося футболістам (тренерам, суддям) — за великий внесок у розвиток вітчизняного спорту. З 1949 року, відповідно до Постанови Комітету з фізкультури та спорту при Радміні СРСР — тільки спортсменам за найвищі досягнення на чемпіонатах світу, Європи та Олімпійських іграх.
Першим футболістом української команди, який отримав 1934 року це почесне спортивне звання, став півзахисник харківського «Динамо» і збірної Української РСР Іван Привалов. Потім, 1936 року звання «Заслужений майстер спорту» були удостоєні його земляки, брати Костянтин і Володимир Фоміни, які виступали в динамівських клубах Києва та Харкова відповідно.
Із тренерів українських команд «заслуженими майстрами» стали: Микола Федорович Кротов з харківського «Локомотива» (1947 рік), 1951 року — Віктор Іванович Новиков, який привів до перших медалей у чемпіонаті СРСР донецький «Шахтар» та легендарний кубковий тренер київського «Динамо» і донецького «Шахтаря» Олег Олександрович Ошенков, який був удостоєний цього звання 1953 року. Також, такого звання був удостоєний відомий київський футбольний арбітр Степан Дмитрович Романенко — 1947 рік.

## Список заслужених майстрів спорту СРСР українських команд з футболу
| №.  | Футболіст            | Рік народження | Вихованець (місто, район) | Команда (Організація)    | Рік присвоєння |
| --- | -------------------- | -------------- | ------------------------- | ------------------------ | -------------- |
| 1.  | Балтача Сергій       | 1958           | Донецька                  | «Динамо» Київ            | 1986           |
| 2.  | Баль Андрій          | 1958           | Львів                     | «Динамо» Київ            | 1986           |
| 3.  | Банніков Віктор      | 1938           | Житомир                   | «Динамо» Київ            | 1991           |
| 4.  | Безсонов Володимир   | 1958           | Харків                    | «Динамо» Київ            | 1986           |
| 5.  | Беца Йожеф           | 1929           | Закарпатська              | ЦСКА Москва              | 1991           |
| 6.  | Бєланов Ігор         | 1960           | Одеса                     | «Динамо» Київ            | 1986           |
| 7.  | Бишовець Анатолій    | 1946           | Київ                      | ВДФСТ Москва             | 1991           |
| 8.  | Біба Андрій          | 1937           | Київ                      | «Динамо» Київ            | 1967           |
| 9.  | Блохін Олег          | 1952           | Київ                      | «Динамо» Київ            | 1975           |
| 10. | Буряк Леонід         | 1953           | Одеса                     | «Динамо» Київ            | 1975           |
| 11. | Веремєєв Володимир   | 1948           | Кіровоград                | «Динамо» Київ            | 1975           |
| 12. | Войнов Юрій          | 1931           | Московська                | «Динамо» Київ            | 1959           |
| 13. | Дем'яненко Анатолій  | 1959           | Дніпропетровськ           | «Динамо» Київ            | 1986           |
| 14. | Євтушенко Вадим      | 1958           | Дніпропетровська          | «Динамо» Київ            | 1986           |
| 15. | Заваров Олександр    | 1961           | Луганськ                  | «Динамо» Київ            | 1986           |
| 16. | Зазроєв Андрій       | 1923           | Тбілісі                   | «Динамо» Київ            | 1955           |
| 17. | Ідзковський Антон    | 1907           | Київ                      | «Динамо» Київ            | 1945           |
| 18. | Колотов Віктор       | 1949           | Татарська АРСР            | «Динамо» Київ            | 1975           |
| 19. | Коньков Анатолій     | 1949           | Донецька                  | «Динамо» Київ            | 1982           |
| 20. | Кротов Микола        | 1898           | Харків                    | «Локомотив» Харків       | 1947           |
| 21. | Кузнецов Олег        | 1963           | Чернігів                  | «Динамо» Київ            | 1986           |
| 22. | Литовченко Геннадій  | 1963           | Дніпропетровськ           | «Динамо» Київ            | 1988           |
| 23. | Лютий Володимир      | 1962           | Дніпропетровськ           | «Дніпро» Дніпропетровськ | 1989           |
| 24. | Макаров Олег         | 1929           | Самара                    | «Динамо» Київ            | 1961           |
| 25. | Маслаченко Володимир | 1936           | Дніпропетровська          | «Спартак» Москва         | 1969           |
| 26. | Матвієнко Віктор     | 1948           | Запоріжжя                 | «Динамо» Київ            | 1975           |
| 27. | Махиня Микола        | 1912           | Київ                      | «Динамо» Київ            | 1946           |
| 28. | Михайличенко Олексій | 1963           | Київ                      | «Динамо» Київ            | 1988           |
| 29. | Михайлов Михайло     | 1959           | Кіровоград                | «Динамо» Київ            | 1986           |
| 30. | Михалина Михайло     | 1924           | Ужгород                   | «Динамо» Київ            | 1955           |
| 31. | Мунтян Володимир     | 1946           | Київ                      | «Динамо» Київ            | 1975           |
| 32. | Новиков Віктор       | 1912           | Москва                    | «Шахтар» Донецьк         | 1951           |
| 33. | Онищенко Володимир   | 1949           | Київ                      | «Динамо» Київ            | 1975           |
| 34. | Островський Леонід   | 1936           | Рига                      | «Динамо» Київ            | 1991           |
| 35. | Ошенков Олег         | 1911           | Санкт-Петербург           | «Динамо» Київ            | 1953           |
| 36. | Пономарьов Олександр | 1918           | Донецька                  | «Торпедо» Москва         | 1946           |
| 37. | Поркуян Валерій      | 1944           | Кіровоград                | «Динамо» Київ            | 1991           |
| 38. | Привалов Іван        | 1902           | Харків                    | «Локомотив» Харків       | 1934           |
| 39. | Протасов Олег        | 1964           | Дніпропетровськ           | «Динамо» Київ            | 1988           |
| 40. | Рац Василь           | 1961           | Закарпатська              | «Динамо» Київ            | 1986           |
| 41. | Решко Стефан         | 1947           | Закарпатська              | «Динамо» Київ            | 1975           |
| 42. | Романенко Степан     | 1891           | Київ                      | «Більшовик» Київ         | 1947           |
| 43. | Рудаков Євген        | 1942           | Москва                    | «Динамо» Київ            | 1973           |
| 44. | Сабо Йожеф           | 1940           | Ужгород                   | «Динамо» Київ            | 1967           |
| 45. | Сапронов Валентин    | 1932           | Донецька                  | «Шахтар» Донецьк         | 1963           |
| 46. | Серебряников Віктор  | 1940           | Запоріжжя                 | «Динамо» Київ            | 1967           |
| 47. | Тищенко Вадим        | 1963           | Львівська                 | «Дніпро» Дніпропетровськ | 1989           |
| 48. | Трошкін Володимир    | 1947           | Донецька                  | «Динамо» Київ            | 1975           |
| 49. | Турянчик Василь      | 1935           | Закарпатська              | «Динамо» Київ            | 1967           |
| 50. | Фоменко Михайло      | 1948           | Суми                      | «Динамо» Київ            | 1975           |
| 51. | Фомін Володимир      | 1905           | Харків                    | «Динамо» Харків          | 1936           |
| 52. | Фомін Костянтин      | 1903           | Харків                    | «Динамо» Київ            | 1936           |
| 53. | Чанов Віктор         | 1959           | Донецьк                   | «Динамо» Київ            | 1986           |
| 54. | Чередник Олексій     | 1960           | Душанбе                   | «Дніпро» Дніпропетровськ | 1989           |
| 55. | Щегольков Володимир  | 1937           | Одеса                     | «Динамо» Київ            | 1967           |
| 56. | Яковенко Павло       | 1964           | Дніпропетровська          | «Динамо» Київ            | 1986           |
| 57. | Яремчук Іван         | 1962           | Закарпатська              | «Динамо» Київ            | 1986           |